# Куржина
Куржина — река в России, протекает по Парабельскому и Колпашевскому районам Томской области. Устье реки находится в 18 км от устья реки Митькиной по правому берегу. Длина реки составляет 206 км, площадь водосборного бассейна — 2300 км².

## Бассейн
- 6 км: река Чумбулка (лв)
  - 11 км: водоток протока Пори (лв)
  - 13 км: водоток протока Нюрса (лв)
  -  ? км: Гнилая (пр)
  - 27 км: река без названия (лв)
- 98 км: Сосновая (лв)
- 121 км: река Левая Куржина (лв)
  - 23 км: река Малая Куржина (лв)
    -  ? км: река Сосновая (лв)
    -  ? км: река Таёжка (лв)

  -  ? км: река Светлая (пр)
- 191 км: река Тунгуска (лв)

## Данные водного реестра
По данным государственного водного реестра России относится к Верхнеобскому бассейновому округу, водохозяйственный участок реки — Кеть, речной подбассейн реки — бассейн притоков (Верхней) Оби от Чулыма до Кети. Речной бассейн реки — (Верхняя) Обь до впадения Иртыша.